# شهرستان زرداب
زرداب (به لاتین Zərdab) نام بخشی در مرکز جمهوری آذربایجان است با مرکزی به همین نام. نام این شهر جمهوری آذربایجان هم واژه‌ای فارسی است که احتمالاً به سبب وجود گوگرد در آب‌های منطقه از این نام استفاده شده است.

## داده‌های کلی
نام زرداب در نشریات تاریخی مربوط به سده شانزدهم میلادی ذکر شده است.  زرداب به عنوان یک شهرستان در ۵ فوریه ۱۹۳۵ بنیان‌گذاری شد. اسن شهرستان در مرکز جمهوری آذربایجان و در ۲۳۱ کیلومتری غرب پایتخت این کشور یعنی باکو جای دارد. این شهرستان بخشی از استان آران است که همچنین شامل شهرستان‌های آغجه‌بدی، بیلقان، آغ‌داش، گوی‌چای، بردع، بیله‌سوار، سالیان، ایمیشلی، حاجی‌قبول، کردامیر، نفت‌چاله، ساعتلی، اوجار و صابرآباد است. این شهرستان در یک منطقه پست و در برخی مناطق زیر سطح دریا قرار دارد.  مساحت آن ۸۶۰ کیلومتر مربع است. شهرستان  زرداب نزدیک ۱ درصد مساحت کل کشور و ۴ درصد از مساحت استان آران را تشکیل می‌دهد.

## آب و هوا
زمستان‌های زرداب معتدل و تابستان‌ها گرم با آب و هوای نیمه گرمسیری خشک است.  دمای هوا در تابستان به ۴۱ تا ۴۴ درجه سانتی‌گراد و در زمستان به ۳ درجه سانتی‌گراد می‌رسد. میزان بارندگی سالانه این شهرستان ۳۳۵ میلی‌متر است.

## افراد سرشناس
- حسن بیگ زردابی، روزنامه‌نگار اهل جمهوری آذربایجان[۴]